# Dave Burrows
David James Burrows (* 11. Januar 1949 in Toronto, Ontario) ist ein ehemaliger kanadischer Eishockeyspieler, der während seiner aktiven Laufbahn für die Pittsburgh Penguins und Toronto Maple Leafs in der National Hockey League aktiv war.

## Karriere
Nachdem Dave Burrows als Juniorenspieler für die Dixie Beehives und die St. Catharines Black Hawks aktiv war, ging er ab 1969 für die Dallas Black Hawks in die Central Hockey League aufs Eis und erspielte sich dort sogleich einen Stammplatz. Burrows, der zuvor nie gedraftet worden war, wurde am 8. Juni 1971 beim Intra-League Draft von den Pittsburgh Penguins ausgewählt, zuvor hielten die Chicago Black Hawks seine Spielerrechte. Gleich in seiner Debütsaison kam der Defensivakteur zu 77 Einsätzen für die Penguins in der Regular Season der National Hockey League und erzielte zwölf Punkte. Obwohl wenig talentiert, gelang es ihm in den folgenden Jahren zu einem defensivstarken Abwehrspieler zu avancieren, der besonders in Eins-zu-Eins-Situationen zu überzeugen wusste.
Mit den Penguins konnte er sich jedoch nie für die Finalspiele um den Stanley Cup qualifizieren und wurde am 14. Juni 1978 zu den Toronto Maple Leafs abgegeben, im Austausch gingen Randy Carlyle und George Ferguson nach Pittsburgh. Burrows wurde während seiner Karriere insgesamt dreimal zu einem NHL All-Star Game eingeladen und vertrat dort einmal die Mannschaft der Western Conference All-Stars und zweimal die Mannschaft der Wales Conference All-Stars. Nach zwei Jahren in Toronto kehrte Burrows nochmals für eine Spielzeit zu den Penguins zurück und beendete im Sommer 1981 seine aktive Laufbahn.

## Erfolge und Auszeichnungen
- 1974 Teilnahme am NHL All-Star Game
- 1976 Teilnahme am NHL All-Star Game
- 1980 Teilnahme am NHL All-Star Game